# Pierre Gaspard-Huit
Jean Michel Pierre Gaspard-Huit (Libourne, 29 november 1917 – Parijs, 1 mei 2017) was een Frans film- en televisieregisseur en scenarist. Hij gebruikte soms het pseudoniem Michel Clermontet.

## Leven en werk

### Eerste stappen in de filmwereld
Pierre Gaspard-Huit deed eerst ervaring op als regie-assistent vooraleer hij als regisseur rond 1950 enkele kortfilms verwezenlijkte. In 1952 draaide hij de komedie La Fugue de monsieur Perle, zijn eerste langspeelfilm, samen met Roger Richebé. In 1954 volgde een documentaire gewijd aan Jean de Lattre de Tassigny die opgevat werd als een eerbetoon aan de Franse generaal.

### Filmregisseur
Tussen 1955 en 1968 maakte hij nog tien films waarvan de bekendste het Brigitte Bardot-vehikel La mariée est trop belle (1956) en de mantel- en degenfilm Le Capitaine Fracasse (1961) waren. Ook het romantisch drama Christine (1958), waarvan het scenario gebaseerd was op het toneelstuk Liebelei van Arthur Schnitzler, kende heel wat bijval. Op de set leerden de piepjonge Romy Schneider en Alain Delon elkaar kennen. Gaspard-Huit sloot zijn filmcarrière af met de in Roemenië opgenomen en geproduceerde western Ultimul Mohican (naar de bekende roman van James Fenimore Cooper). 

### Televisie
Vanaf 1968-1969 legde Gaspard-Huit zich toe op televisiewerk.

### Privéleven
Hij was de echtgenoot van actrice Marie-Christine Desmarets. Hij is ook een tijd gehuwd geweest met Claudine Auger. Pierre Gaspard-Huit overleed in 2017 op 99-jarige leeftijd.

## Filmografie

### Scenarist
- 1948: Passeurs d'or (Émile-Georges De Meyst)
- 1955: Série noire (Pierre Foucaud)
- 1958: Quand  sonnera midi (Edmond T. Gréville)
- 1980-1981: La Vie des autres (enkele afleveringen van het televisiefeuilleton)

### Regieassistent
- 1937: Êtes-vous jalouse ? (Henri Chomette)
- 1946: Coincidences (Serge Debecque)
- 1951: Gibier de potence (Roger Richebé en André Baud)

### Regisseur

#### Korte films
- 1949: La Vie tragique d'Utrillo
- 1951: L'Herbe à la Reyne
- 1953: Le coeur frivole ou La galante comédie

#### Documentaire
- 1954: La marche glorieuse

#### Lange speelfilms
- 1952: La Fugue de monsieur Perle (co-regie met Roger Richebé)
- 1955: Sophie et le Crime
- 1956: Paris canaille
- 1956: La mariée est trop belle
- 1957: Les Lavandières du Portugal
- 1958: Christine
- 1961: Le Capitaine Fracasse
- 1963: Shéhérazade
- 1964: Gibraltar
- 1966: À belles dents
- 1968: Ultimul Mohican (co-regie met Jean Dréville en Sergiu Nicolaescu)

#### Televisie
- 1968: La prairie (film) (co-regie met Sergiu Nicolaescu)
- 1969: Les Galapiats (miniserie)
- 1973: Le neveu d’Amérique (serie)
- 1974: Paul et Virginie (serie)

- Biblioteca Nacional de España: XX1413227
- Bibliothèque nationale de France: cb12013446s (data)
- CiNii: DA06669175
- Gemeinsame Normdatei: 141223596
- International Standard Name Identifier: 0000 0001 0891 0197
- Library of Congress Control Number: n84078972
- Nationale Bibliotheek van Tsjechië: ola2012688301
- Nationale Bibliotheek van Israël: 987007261669205171
- Nederlandse Thesaurus van Auteursnamen: 071247920
- Système universitaire de documentation: 028262581
- Virtual International Authority File: 41850854
- WorldCat: E39PBJycKd3PBmGCxyHfTcyjmd